# Coppa Placci 1987
La Coppa Placci 1987, trentasettesima edizione della corsa, si svolse l'8 agosto 1987 su un percorso di 232,8 km. La vittoria fu appannaggio dell'italiano Massimo Ghirotto, che completò il percorso in 6h22'05", precedendo i connazionali Pierino Gavazzi e Gianni Bugno.
Sul traguardo di Imola i corridori che tagliarono il traguardo furono 46.

## Ordine d'arrivo (Top 10)
| Pos. | Corridore          | Squadra                     | Tempo    |
| ---- | ------------------ | --------------------------- | -------- |
| 1    | Massimo Ghirotto   | Carrera-Vagabond            | 6h22'05" |
| 2    | Pierino Gavazzi    | Remac-Fanini                | s.t.     |
| 3    | Gianni Bugno       | Atala-Ofmega                | s.t.     |
| 4    | Davide Cassani     | Carrera-Vagabond            | s.t.     |
| 5    | Silvano Contini    | Del Tongo-Colnago           | s.t.     |
| 6    | Arno Küttel        | Gewiss-Bianchi              | s.t.     |
| 7    | Maurizio Fondriest | Ecoflam-BFB                 | s.t.     |
| 8    | Tony Rominger      | Sup. Brianzoli-Château d'Ax | s.t.     |
| 9    | Mauro Gianetti     | Paini-Sidi                  | s.t.     |
| 10   | Luciano Loro       | Del Tongo-Colnago           | s.t.     |